# Georges-Louis Aimond
Georges-Louis Aimond ou Georges Aimond est un avocat et un homme politique français né le 29 octobre 1878 et décédé le 6 mai 1923 à Meulan, alors dans le département de Seine-et-Oise. Il est député de Seine-et-Oise de 1919 à 1923, inscrit au groupe de la Gauche républicaine démocratique.

## Biographie
Fils d'Émile Aimond, qui fut député puis sénateur de Seine-et-Oise, il effectue ses études de droit à Paris et y devient avocat à la Cour d'appel. Décoré de la croix de guerre à l'issue de la Première Guerre mondiale, il entre en politique en 1919 sous les couleurs de l'Alliance démocratique.
Candidat en seconde position derrière André Tardieu sur les listes du Bloc national en Seine-et-Oise, il est élu et rejoint le groupe parlementaire de la Gauche républicaine démocratique. Parlementaire discret mais actif, il est à l'origine de plusieurs lois, notamment celles instituant le 11 novembre comme jour férié, prévoyant l'annulation d'un mariage en cas d'aberration mentale de l'un des conjoints ou en faveur des abonnements du travail pour les usagers des chemins de fer.
Il est emporté par la maladie en cours de mandat, à l'âge de 44 ans.

## Sources
- « Georges-Louis Aimond », dans le Dictionnaire des parlementaires français (1889-1940), sous la direction de Jean Jolly, PUF, 1960 [détail de l’édition]